# BWFスーパーシリーズ

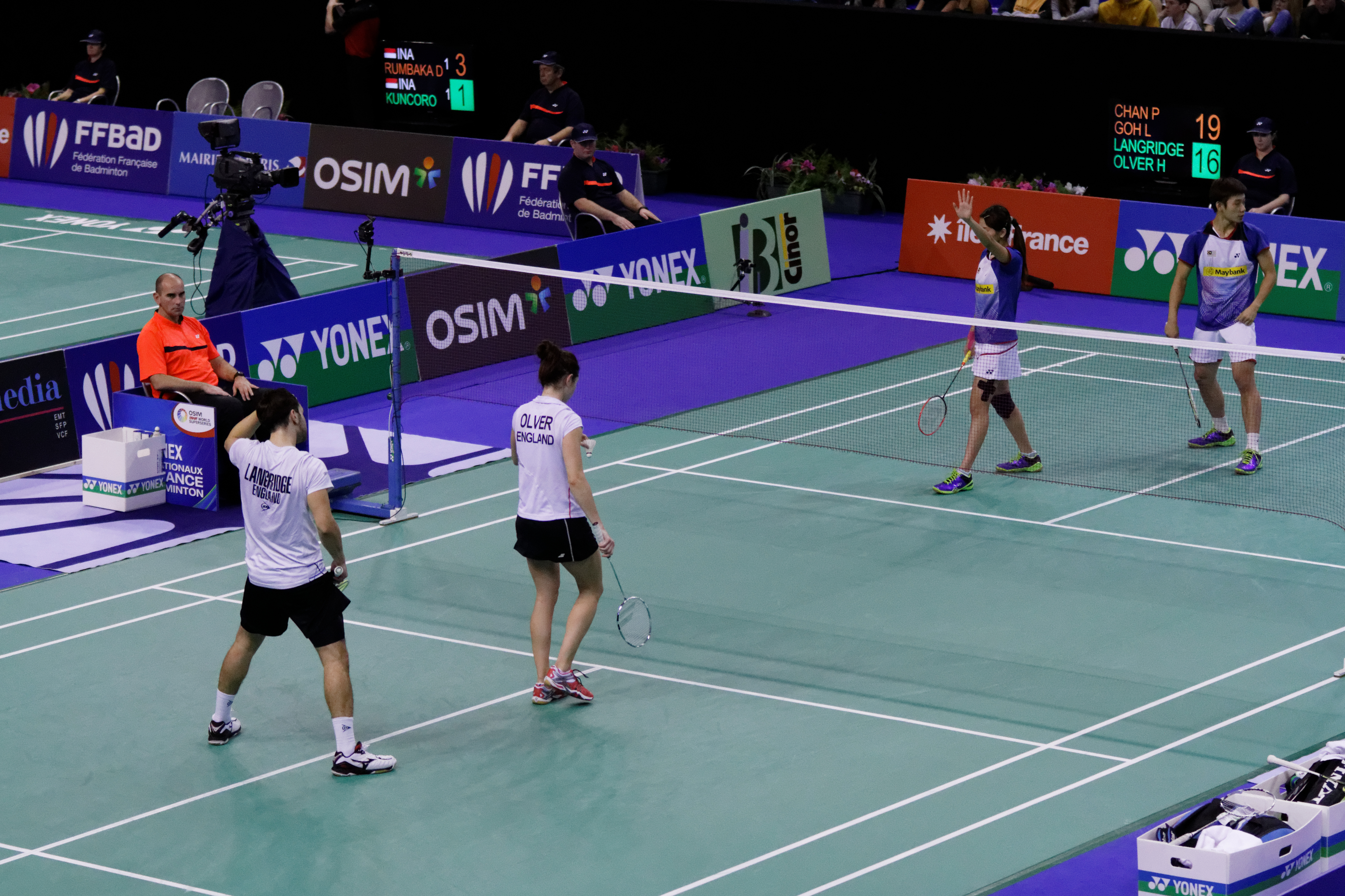

BWFスーパーシリーズ（BWF Super Series）は世界バドミントン連盟（BWF）が2007年から2017年まで実施していた年間バドミントントーナメントシリーズの名称。世界ランキングの上位に位置していないと予選にすらエントリーが難しい、オリンピックや世界選手権に次ぐ最高峰の大会である。

## 概要
世界ランキングとは別に、その年のスーパーシリーズ（プレミア）の成績のみを集計したスーパーシリーズランキング（スタンディング）があり、そのランキング上位8人（8ペア）がスーパーシリーズファイナルズに招待される。この大会の成績によって得られる世界ランキングポイントはスーパーシリーズプレミアと同等。
2011年からいくつかの大会が「スーパーシリーズ」から「スーパーシリーズプレミア」となって格上げされ、その大会に出場して得られる賞金額と世界ランキングポイントが上昇した。
バドミントンの国際大会一般によく見られることだが、日程の都合上、平日の昼間に行われる試合時には観客席に空席が目立つことが多い。スーパーシリーズやスーパーシリーズプレミアとなると1回戦から好カードが多く非常にもったいないという意見がある。また、1回戦は試合数が多いため、コートの数によっては予定されているすべての試合の終了時刻が深夜に及ぶことがある。
2017年3月に世界バドミントン連盟（BWF）は2018年からBWFスーパーシリーズに代わりBWFワールドツアーを実施することを発表した。

## BWFスーパーシリーズの大会
| 全英オープン             | ● | ● | ● | ● | ■ | ■ | ■ | ■ | ■ | ■ | ■ |
| オーストラリア・オープン |   |   |   |   |   |   |   | ● | ● | ● | ● |
| 中国マスターズ           | ● | ● | ● | ● | ● | ● | ● |   |   |   |   |
| 中国オープン             | ● | ● | ● | ● | ■ | ■ | ■ | ■ | ■ | ■ | ■ |
| デンマーク・オープン     | ● | ● | ● | ● | ■ | ■ | ■ | ■ | ■ | ■ | ■ |
| フランス・オープン       | ● | ● | ● | ● | ● | ● | ● | ● | ● | ● | ● |
| 香港オープン             | ● | ● | ● | ● | ● | ● | ● | ● | ● | ● | ● |
| インド・オープン         |   |   |   |   | ● | ● | ● | ● | ● | ● | ● |
| インドネシア・オープン   | ● | ● | ● | ● | ■ | ■ | ■ | ■ | ■ | ■ | ■ |
| ジャパン・オープン       | ● | ● | ● | ● | ● | ● | ● | ● | ● | ● | ● |
| 韓国オープン             | ● | ● | ● | ● | ■ | ■ | ■ | ● | ● | ● | ● |
| マレーシア・オープン     | ● | ● | ● | ● | ● | ● | ● | ■ | ■ | ■ | ■ |
| シンガポール・オープン   | ● | ● | ● | ● | ● | ● | ● | ● | ● | ● | ● |
| スイス・オープン         | ● | ● | ● | ● |   |   |   |   |   |   |   |

### 2016年
スーパーシリーズプレミア
- 全英オープン（バーミンガム・3月8日-13日）
- マレーシア・オープン（クアラルンプール・4月5日-10日）
- インドネシア・オープン（ジャカルタ・5月30日-6月5日）
- デンマーク・オープン（オーデンセ・10月18日-23日）
- 中国オープン（福州市・11月15日-20日）

スーパーシリーズ
- インド・オープン（ニューデリー・3月29日-4月3日）
- シンガポール・オープン（シンガポール・4月12日-17日）
- オーストラリア・オープン（シドニー・6月7日-12日）
- ジャパン・オープン（東京・9月20日-25日）
- 韓国オープン（ソウル・9月27日-10月2日）
- フランス・オープン（パリ・10月25日-30日）
- 香港オープン（九龍・11月22日-27日）

スーパーシリーズファイナルズ（ドバイ・12月14日-18日）

※日付はいずれも現地時間

## BWFスーパーシリーズファイナルズ
各種目の優勝選手
| 年 開催都市           | 男子シングルス          | 女子シングルス       | 男子ダブルス                                                        | 女子ダブルス                                      | 混合ダブルス                                                |
| --------------------- | ----------------------- | -------------------- | ------------------------------------------------------------------- | ------------------------------------------------- | ----------------------------------------------------------- |
| 2017 ドバイ           | ビクター・アクセルセン  | 山口茜               | マルクス・フェルナルディ・ギデオン ケビン・サンジャヤ・スカムルジョ | 田中志穂 米元小春                                 | 鄭思維 陳清晨                                               |
| 2016 ドバイ           | ビクター・ アクセルセン | 戴資穎               | ゴー・V・シェム タン・ウィー・キョン                                | 陳清晨 賈一凡                                     | 鄭思維 陳清晨                                               |
| 2015 ドバイ           | 桃田賢斗                | 奥原希望             | ヘンドラ・セティアワン ムハマド・アッサン                           | 駱贏 駱羽                                         | クリス・アドコック ガブリエル・アドコック                   |
| 2014 ドバイ           | 諶龍                    | 戴資穎               | 李龍大 柳延星                                                       | 髙橋礼華 松友美佐紀                               | 張楠 趙芸蕾                                                 |
| 2013 クアラルンプール | リー・チョンウェイ      | 李雪芮               | ヘンドラ・セティアワン ムハマド・アッサン                           | クリスティナ・ペデルセン カミラ・リッター・ユール | ヨアシム・フィッシャー・ニールセン クリスティナ・ペデルセン |
| 2012 深圳             | 諶龍                    | 李雪芮               | マシアス・ボー カーステン・モーゲンセン                             | 王暁理 于洋                                       | ヨアシム・フィッシャー・ニールセン クリスティナ・ペデルセン |
| 2011 柳州             | 林丹                    | 王儀涵               | マシアス・ボー カーステン・モーゲンセン                             | 王暁理 于洋                                       | 張楠 趙芸蕾                                                 |
| 2010 台北             | リー・チョンウェイ      | 王適嫻               | マシアス・ボー カーステン・モーゲンセン                             | 王暁理 于洋                                       | 張楠 趙芸蕾                                                 |
| 2009 ジョホールバル   | リー・チョンウェイ      | ウォン・ミューチュー | 鄭在成 李龍大                                                       | ウォン・ペィタイ チン・エィフィ                   | ヨアシム・フィッシャー・ニールセン クリスティナ・ペデルセン |
| 2008 コタキナバル     | リー・チョンウェイ      | ジョウ・ミィ         | クー・キンキット タン・ブンホン                                     | ウォン・ペィタイ チン・エィフィ                   | トーマス・レイボーン カミラ・リッター・ユール               |
| 2007                  | 開催されず              | 開催されず           | 開催されず                                                          | 開催されず                                        | 開催されず                                                  |